# ベリート・シャーローム
ベリート・シャーローム（ ברית שלום, brit shalom ヘブライ語で「平和の契約」を意味する）とは、ユダヤ教における、新生男児への命名儀式のこと。割礼に賛成しないリベラルなユダヤ教徒たちによって、割礼に代わる通過儀礼としておこなわれている。
この儀式がおこなわれるようになった理由は、割礼そのものに対する倫理的な疑念や、医学的な価値の疑わしさなど、さまざまである。割礼に反対するユダヤ人の会などが提唱している。
しかしながら、正統派ユダヤ教徒や、保守派ユダヤ教徒は、この儀式をユダヤの律法に反するものと考え、否定している。一方、律法をくびきと見なさない改革派ユダヤ教徒は、この儀式を是認している。ただし、改革派ユダヤ教徒の間でも一般的におこなわれてはいない。